# Обґрунтований сумнів
За межами обґрунтованого сумніву — стандарт доведення, необхідним для визнання особи винною у більшості правових систем зі змагальним судовим процесом. Особливо поширений у країнах загального права.
Загалом прокурор несе тягар доведення вини і зобов'язаний доводити свою версію подій за цим стандартом. Це означає, що позиція, яка представлена обвинуваченням, має бути доведена в тій мірі, що у «розсудливої людини» не може лишатися «обґрунтованого сумніву», що підсудний винен.
Сумнів все ще може бути, але тільки в тій мірі, що це не вплине на переконання розумної людини щодо того, винен підсудний чи ні.
Концепція поза «тінню сумніву» іноді використовується нарівні з розумним сумнівом, але вона виходить за рамки останнього в тій мірі, що її не можна вважати можливим стандартом. Ось чому використовується термін «розумний сумнів».
Якщо сумнів таки впливає на переконання «розумної людини» щодо того, чи винен обвинувачений, присяжні не є переконаними поза розумним сумнівом.
Точний зміст таких слів, як «розумний» і «сумнів», як правило, визначається в юриспруденції відповідної країни.

## Прояв у різних юрисдикціях

### Англія та Уельс
Використання «розумного сумніву» як стандартної вимоги в системі західного правосуддя походить з середньовічної Англії. В англійському загальному праві до появи стандарту «розумного сумніву» винесення рішення в кримінальному судочинстві мало серйозні релігійні наслідки для присяжних засідателів. Відповідно до суддівського права, що існувало до 1780-х: «Присяжний, який вважає будь-яку іншу особу винною, несе відповідальність перед відплатою Бога своєю сім'єю та справою, душею і тілом в цьому світі і в тому, що попереду». Вважалося також, «В кожному випадку сумніву, де порятунок особи перебуває в небезпеці, завжди треба обирати більш безпечний спосіб… Суддя, який сумнівається, повинен відмовитися судити». І у відповідь на ці «релігійні страхи» «розумний сумнів» був запроваджений у кінці 18 століття в англійському загальному праві, тим самим дозволяючи присяжним легше виносити обвинувальний вирок. Тому початкове використання стандарту «розумного сумніву» було протилежне його сучасному використанню, що має на меті обмежити присяжних у можливості винесення обвинувального вироку.
Тим не менш, присяжним у кримінальних судах в Англії зазвичай більше не будуть спрямовувати на розгляд питання, чи є «розумний сумнів» щодо вини відповідача. Справді, нещодавній обвинувальний вирок було оскаржено після того, як суддя сказав присяжним: «Ви повинні бути переконані у вині підсудного поза всяких розумних сумнівів». Вирок був підтверджений, але Апеляційний Суд ясно дав зрозуміти своє незадоволення суддівським зауваженням, вказуючи на те, що суддя, мав сказати присяжним що, перш ніж вони можуть винести вердикт про винність, вони «повинні бути впевнені, що підсудний винен».
Принцип «поза розумним сумнівом» був викладений Woolmington v DPP [1935] UKHL 1 . «Присяжним завжди говорять, що для винесення обвинувального вироку, обвинувачення повинне довести справу поза розумним сумнівом. Це твердження не може означати, що для того, щоб бути виправданим, підсудний повинен» переконати « присяжних. Це правило сформульоване у Кримінальному апеляційному суді в R. v. Davies (8 CAR 211), головне положення якого справедливо встановлює, що там, де намір є складовою частиною злочину, на обвинуваченому не лежить тягар доведення, що діяння вчинене випадково. У павутині англійського Кримінального права завжди простежується одна золота нитка — обов'язком обвинувачення є довести вину суб'єкта з урахуванням того, що я вже сказав, як на захист від неосудності і з урахуванням також будь-яких законодавчих винятків. Якщо в кінці і в цілому у справі є розумний сумнів, породжений доказами або обвинувачення, або підсудного, як то, чи підсудний убив зі злого умислу, обвинувачення не впоралося зі справою і підсудний має право на виправдувальний вирок. Незалежно від того, яке це звинувачення, принцип, що обвинувачення має довести провину підсудного, є частиною загального права Англії і слід відзначити відсутність спроб зменшити його значення».

### Канада
У Канаді, вираз «розумний сумнів» вимагає уточнення в інтересах присяжних.
Ведуче рішення R. v. Lifchus, де Верховний суд обговорив з присяжними належні елементи обвинувачення за концепцією «розумного сумніву» і зазначив, що «правильне пояснення необхідності тягаря доведення має важливе значення для забезпечення справедливого кримінального судочинства».
Верховний суд припустив, що концепція доведення поза розумним сумнівом повинна бути роз'яснена присяжним таким чином:
- Стандарт доведення поза розумним сумнівом нерозривно пов'язаний з презумпцією невинуватості — принципом, який є фундаментальним для будь-якого кримінального провадження.
- Тягар доведення лежить на стороні обвинувачення під час судочинства і ніколи не перекладається на обвинуваченого.
- Розумний сумнів це сумнів, який заснований не на симпатії чи упередженні, а замість цього, він ґрунтується на аргументах та здоровому глузді.
- Розумний сумнів логічно пов'язаний з доказами або відсутністю доказів.
- Доведення поза розумним сумнівом не передбачає досягнення абсолютної впевненості. Це не доведення поза всяким сумнівом, і не доведення поза уявним або легковажним сумнівом.
- Потрібно більше, ніж просто доведення того, що обвинувачений ймовірно винний. Присяжні, які приходять лише до висновку, що обвинувачений, ймовірно, винний, повинні його виправдати.

Суд також попередив суддів першої інстанції, що вони повинні уникати розуміння концепції в такий спосіб:
- Описувати термін «розумний сумнів», як звичайний вираз, який не має особливого значення в контексті кримінального права.
- Запрошувати присяжних застосовувати до завдань, які стоять перед ними, один і той же стандарт доведення, які вони застосовують до важливих або навіть найбільш важливих рішень у своєму житті.
- Прирівнювати доведення «поза розумним сумнівом» з доведенням через «внутрішню впевненість (відсутність сумнівів)».
- Кваліфікувати слово «сумнів» з прикметниками, іншими, ніж «розумний (обґрунтований)», такими, як «серйозний», «істотний», або «нав'язливий», які можуть ввести в оману присяжних.
- Інструктувати присяжних, що вони можуть винести обвинувальне рішення, якщо вони «впевнені», що обвинувачений винен, до надання їм належного визначення значення слів «поза розумним сумнівом».

Верховний суд Канади підкреслив в справі R. v. Starr, що ефективний спосіб пояснити концепцію — розповісти присяжним, що доведення поза розумним сумнівом «перебуває набагато ближче до абсолютної впевненості, ніж до доведення на основі балансу ймовірностей». Недостатньо вірити, що обвинувачений є, ймовірно, винен, або швидше за все винен. Доведення на основі ймовірної вини або можливої вини не є доведенням поза розумним сумнівом.

### Нова Зеландія
У Новій Зеландії присяжним, як правило, говорять протягом судового процесу, що злочин має бути доведено «поза розумним сумнівом», а судді, як правило, включають це в настановну промову для присяжних. [9] Немає абсолютного рецепту того, як судді повинні пояснити розумний сумнів присяжним. Судді зазвичай говорять присяжним, що вони будуть переконані поза розумним сумнівом, якщо вони «відчуватимуть впевненість» або «будуть впевненими», що відповідач винен.Відповідно до вказівки апеляційного суду, судді роблять дуже мало, щоб розробити це питання або пояснити, що воно означає.
Дослідження, опубліковане в 1999 році, виявило, що багато присяжних були невпевнені, що означає «поза розумним сумнівом». Як правило, вони думали в процентному вираженні, обговорювали та не погоджувалися один з одним про процентну достовірність, необхідну для" поза розумного сумніву", по-різному інтерпретуючи їх як 100 відсотків, 95 відсотків, 75 відсотків і навіть 50 відсотків. Іноді це приводило до глибокого нерозуміння стандарту доведення".

### Сполучені Штати
У Сполучених Штатах присяжні повинні бути проінструктовані щодо застосування стандарту розумних сумнівів при визначенні вини чи невинуватості підсудного, але є багато розбіжностей щодо того, чи слід давати присяжним визначення «розумного сумніву». У справі Victor v. Nebraska Верховний суд США висловив незгоду з неясними інструкціями щодо розумних сумнівів у цьому питанні, але утримався від надання прикладу інструкції для присяжних.
Верховний суд США вперше обговорює цей термін у справі Miles v. United States (1880 рік): «Докази, на основі яких присяжні уповноважені винести обвинувальний вердикт, повинні бути достатніми для винесення обвинувального вироку, за винятком всіх розумних сумнівів». У In re Winship (1970) встановлено, що доктрина також стосується кримінального провадження щодо неповнолітніх та й взагалі всіх суттєвих фактів, необхідних для доведення скоєння злочину: «[Ми] прямо заявляємо, що клауза належної процедури захищає обвинуваченого від засудження, за винятком доведення поза розумним сумнівом кожного факту, необхідного для встановлення злочину, в якому він звинувачується».

### Японія
Починаючи з 1945 року, Японія також працює за стандартом «розумного сумніву», включно з доктриною in dubio pro reo (сумніви тлумачаться на користь обвинуваченого), який був закладений Верховним судом в ході контроверсійного судового розгляду вбивства в 1975 році. Однак у Японії це не вважається істотним стандартом і судді нижчих рівнів іноді ігнорують його.